# Distrito de José María Arguedas
El Distrito de José María Arguedas es uno de los veinte distritos de la Provincia de Andahuaylas  ubicada en el departamento de Apurímac, bajo la administración del Gobierno regional de Apurímac, en el sur del Perú.
Desde el punto de vista jerárquico de la Iglesia católica, forma parte de la Diócesis de Abancay.

## Historia
El distrito fue creado mediante Ley N° 30295 del 15 de diciembre de 2014, en el gobierno del Presidente Ollanta Humala.

## Autoridades

### Municipales
- 2023 - 2026[5]

- - Alcalde: Lucio Ruiz Ascho, por Hatariy Apurimac.

- 2019 - 2022[6]
  - Alcalde: Víctor Merino Huaraca, del Movimiento Popular Kallpa.
  - Regidores:

  1. Alfonso Solano Rosales (Movimiento Popular Kallpa)
  2. Antonio Flores Merino (Movimiento Popular Kallpa)
  3. Wilber Quispe Pérez (Movimiento Popular Kallpa)
  4. Yaneth Quispe Rojas (Movimiento Popular Kallpa)
  5. Carlos Huaraca Pocco (El Frente Amplio por Justicia, Vida y Libertad)

Alcaldes anteriores
- 2015-2018:[7] Wilber Rojas Huamán, del Partido Alianza para el Progreso (APP)[8]

### Policiales
- Comisario